# マリア崇敬

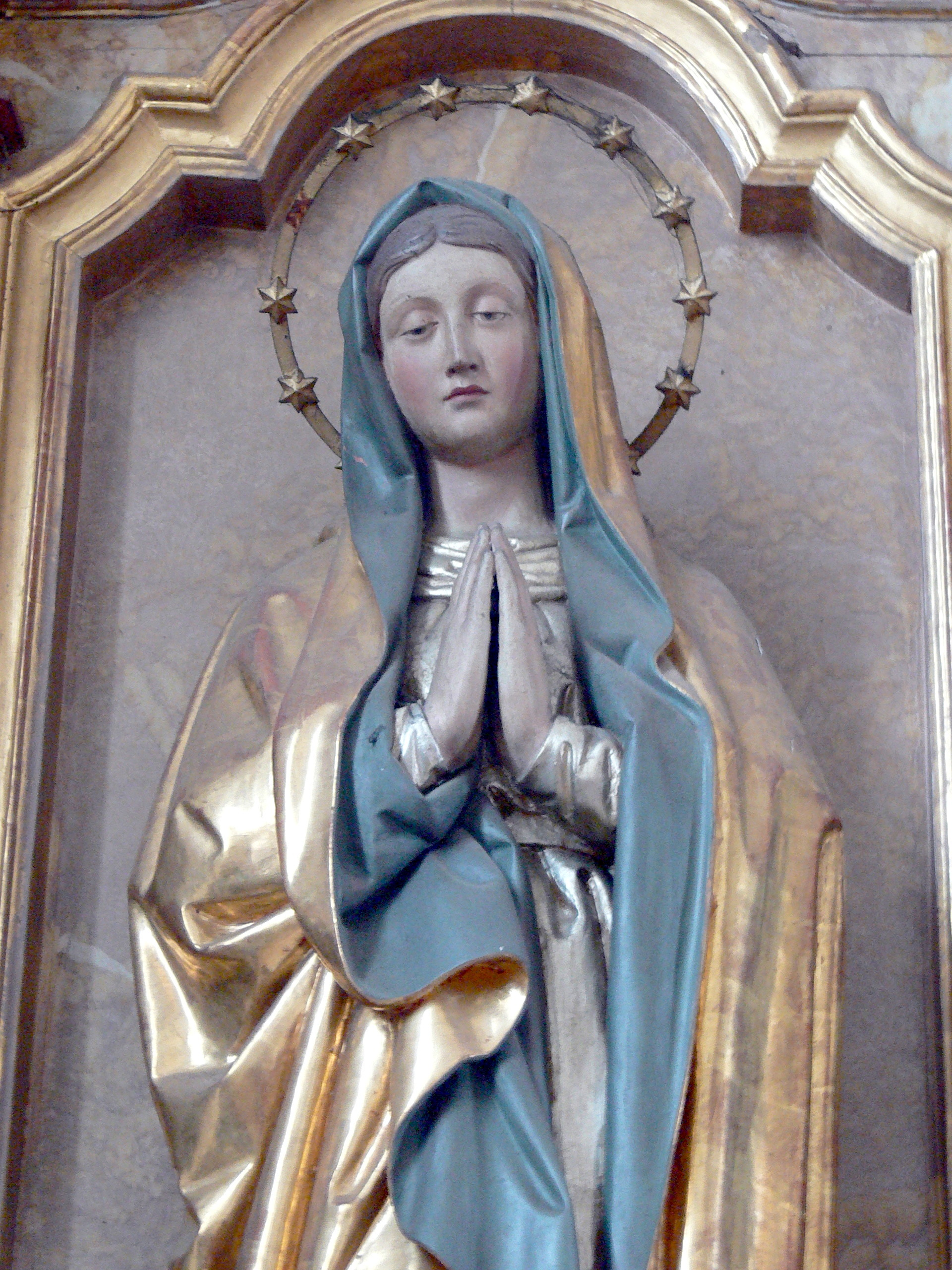
ウルリッヒスベルグ教会のマリア像

マリア崇敬（マリアすうけい、devotion to Mary）とは、イエス・キリストの母マリアに仲介者として神への執り成しを願うことを中核とする宗教概念。また、その表現や行事などを指す。古代からの伝統によって東方正教会およびカトリック教会において共有されている概念である。聖母崇敬（せいぼすうけい）ともいう。

## 用語
崇敬
カトリック教会における崇敬は、本来の信仰対象である神に対する崇拝と区別して、人間であるマリアや聖人たちに使用する用語・概念である。
特別崇敬
特別崇敬は、マリア崇敬を指す用語で、語義は「ほかのあらゆる崇敬にまさる崇敬」である。この用語はトマス・アクィナスを始めとするスコラ哲学者が使い始めた。
執り成し
他者のために神に頼むことあるいは願いを取り次ぐこと。その祈り。取り次ぎとも訳される。
仲介者
キリスト教で仲介者あるいは仲保者というと多くはイエス・キリストを指す。『新約聖書』に収録されているパウロの名による司牧書簡の一つ「テモテへの手紙一」には「神は唯一であり、神と人との間の仲介者も、人であるキリスト・イエスただおひとりなのです。」とある。しかしカトリック教会においては、このイエス・キリストを指す「仲介者」と区別して、マリアを「すべての恩恵の仲介者」と呼び、マリアによる恩恵の仲介を支持している。これは教父時代からの伝統およびカトリック教会の歴史並びに信者の信仰・信心形態の現実を反映したものである。カトリック教会は第2バチカン公会議で決議・公布した『教会憲章』においても「この種の仲介を支持している」。しかしマリアを「すべての恩恵の仲介者」と呼ぶことは、正典である「テモテへの手紙一」における「仲介者…イエスただおひとりなのです。」との齟齬によって誤解を招きがちであるとして、歴代教皇は「すべての恩恵の仲介者」を教理として宣言していない。
マリア信心
マリア信心または聖母信心とは、一般的にはマリアを信じる心およびその表現などをいう。日本語で信心というとふつう仏教概念として説明されるが、キリスト教における信心は神への帰依およびその表現を指す。しかしカトリック教会では直接神に対するよりもさまざまな形態で信心が表現される傾向があり、その用語「マリア信心」は、信者のために共に神に祈ることをマリアに願う崇敬心とその表現を指す。これは例えば「神の母聖マリア、わたしたち罪びとのために、 今も、死を迎える時も、お祈りください。アーメン。」のように表現される。
マリア崇拝
日本語として似た語形の「マリア崇拝」は、カトリック教会には無い概念で、カトリック教会のマリア崇敬とは異なる。カトリック教会の用語・概念「マリア信心」や「マリア崇敬」は、マリアを神や女神として拝むことではない。しかしカトリック教会以外の教派では「マリア信心」や「マリア崇敬」に対して様々な見解がある。例えば『キリスト教大事典』の無署名項目「マリア崇敬」では原語・訳語表記としてMariolatryをあげている。このMariolatryは普通「マリア崇拝」と訳す用語で、プロテスタント各教派がカトリック教会のマリア崇敬あるいはマリア信心を非難する意味で使うことがある。『キリスト教大事典』が「マリア崇敬」をMariolatry（マリア崇拝）とするのは、マリア崇敬を「カトリックの風習」と定義して説明する見解・立場によるものである。

## 概要
カトリック教会における公式なマリア崇敬の教えは、第2バチカン公会議の『典礼憲章』および『教会憲章』などに記載されている。『典礼憲章』では、第5章103において、カトリック教会が1年を通じて「神の母聖マリアを特別な愛情を込めて敬う」ものとしている。理由はイエス・キリストの救いの働きとマリアが、解くことが出来ない絆で結びついているためとしている。『教会憲章』では「神の恵みによって、キリストの諸神秘にかかわった神のもっとも聖なる母として、子に次いですべての天使と人間の上に高められたマリアが、特別な崇敬をもって教会からたたえられるのは当然である。」と規定している。
カトリック教会の司牧者である白浜満によると、『教会憲章』に記されたカトリック教会におけるマリア崇敬の基本は、以下の3点である。
- 第8章：カトリック教会のマリアに関する教え
- 第54条：神の救いの計画において「マリアが果たした役割」があること
- 第62条：第54条の「役割」が現在も続いていること[21]

この3つの基本から、白浜は『教会憲章』における「マリア崇敬の意図」を次の3つの点に整理している。
- 第55-59条：マリアの生涯を通して示された神の恵みをたたえること
- 第60-62条：マリアの執り成しを願うこと
- 第63-65条：マリアの模範にならって生きること[21]

マリア崇敬は、マリアの無原罪の宿りやマリアの被昇天と共に、唯一・聖・公・使徒承伝を軸とするカトリック教会の特徴の一つに挙げられる。カトリック教会では、マリアを「祈りと神への執り成し」をもってキリスト者を助ける存在、神の母・教会の母として、崇敬の念を持ち、神への取り成しを願う対象としている。マリアに対する崇敬は、三位一体の神に向けられる「礼拝」(Latrīa)よりは下位であるが、他の「天使や諸聖人に対する崇敬」(Dulia)と本質的に異なる唯一の高い崇敬「特別崇敬」(Hyperdulia)と扱われている。この信心についてマリア像が教会にあることや、マリアへ祈ることから、しばしば偶像崇拝であるとの批判がある。それに対してカトリック教会は「礼拝を捧げているものではなく、神への執り成しを願い祈る対象である」「崇拝ではなく崇敬であり、信仰の対象ではない」と主張している。

## 歴史的変遷

### 初期のマリア崇敬
2世紀後半のリヨンの司教エイレナイオスは、マリアを最初に本格的に論じた神学者とされる。エイレナイオスは旧約聖書におけるエバと新約聖書におけるマリアを対比して論じた。エバが神の教えに背いたのに対して、エイレナイオスによれば、マリアは「従順によって、自分と全人類のために救いの原因となった」のである。

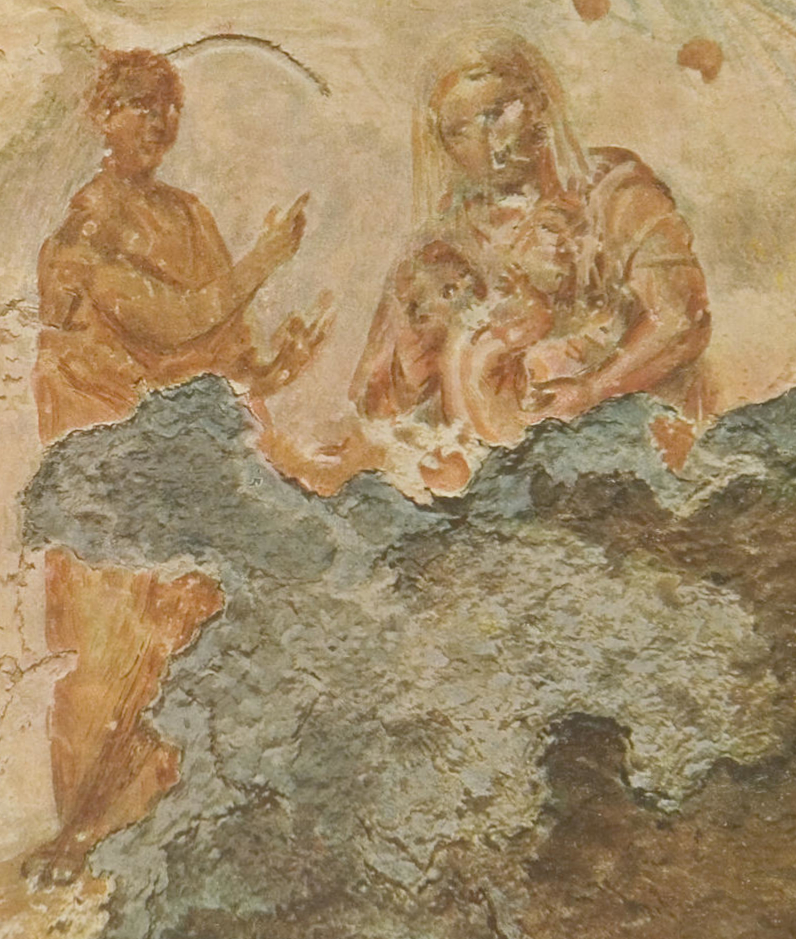
プリシアの共同墓地壁画 乙女マリアのフレスコ画と言われる。3世紀。

ローマのプリシア共同墓地には、3世紀頃のマリアのフレスコ画が描かれており、これは最も古いマリア絵画とされる。この絵ではマリアが膝にイエスを乗せ、修道服を着た男性が左手に本を持ち、右手にはメシアの象徴である星をイエスに翳している姿が描かれている。プリシア共同墓地には受胎告知とされる描画もある 。サン・ピエトロ大聖堂地下の発掘調査では、マリアと使徒ペトロが共に描かれているフレスコ画が発見されている。
マリアに願う祈りの最古とされるものは、4世紀のエジプトのギリシア語パピルスの断片に書かれたもので、起源は3世紀と推定される。これはカトリック教会では中世になって「終業の祈り」として使われ広く知られるようになり、ラテン語によるその冒頭句によって「スブ・トゥウム・プレシディウム」（あなたの保護によりすがる）と呼ばれている。
313年の ミラノ勅令により、キリスト教の礼拝がおおやけに認められると、これと共にマリア崇敬に関連する文学が発展し始めた。その初期の例として、ローマのヒッポリュトスやアンブロジウスが挙げられる。アンブロジウスはローマに住んでいたがミラノへ移り、そこの司教となった人物で、キリスト者の生涯の手本としてマリアを崇敬しており、4世紀においてマリアの処女性を信じる先駆者として後世に伝えられる。
一般信徒のための司教座聖堂や教会が建てられると、サンタ・マリア・イン・トラステヴェレ聖堂、サンタ・マリア・アンティカ聖堂、サンタ・マリア・マッジョーレ大聖堂など、ローマでマリアに奉献された教会群が5世紀から6世紀の間に建てられた。しかしながらマリアに奉献された教会が最も早く建てられたのは4世紀のシリアとされている。これはシリアの破壊された遺跡の欠片に、「生神女・神の母へ捧げる」とする碑が刻まれていたことから判明した。
431年のエフェソス公会議では、神の母・乙女として賛美されることが認められた。「テオトコス（神の母）」の称号は、すでに3世紀からキリスト信者の民の信心の中で述べられていたが、このエフェソス公会議で広範な議論の後、神の子の位格における神性と人間性という2つの本性の一致と、おとめマリアに「テオトコス（神の母）」という称号を与えることの正当性について、これらをこの会議で正式に確認したものである。
この公会議の後、マリア信心の真の意味での爆発的な広まりが見られるようになり、神の母マリアに関する教義は451年のカルケドン公会議で改めて確認された。この公会議において、キリストが真の神であり、真の人間であること、そしてキリストが人類の救いのために、神の母マリアから生まれたことが宣言された。
787年の第2ニカイア公会議においては、神への崇拝 (Latrīa)、天使や諸聖人への崇敬 (Dulia) が定められ、崇拝と崇敬の違い、およびマリアに対する崇敬が天使や諸聖人に対する崇敬より高位となることなどが定められた。

### マリア文化の成長

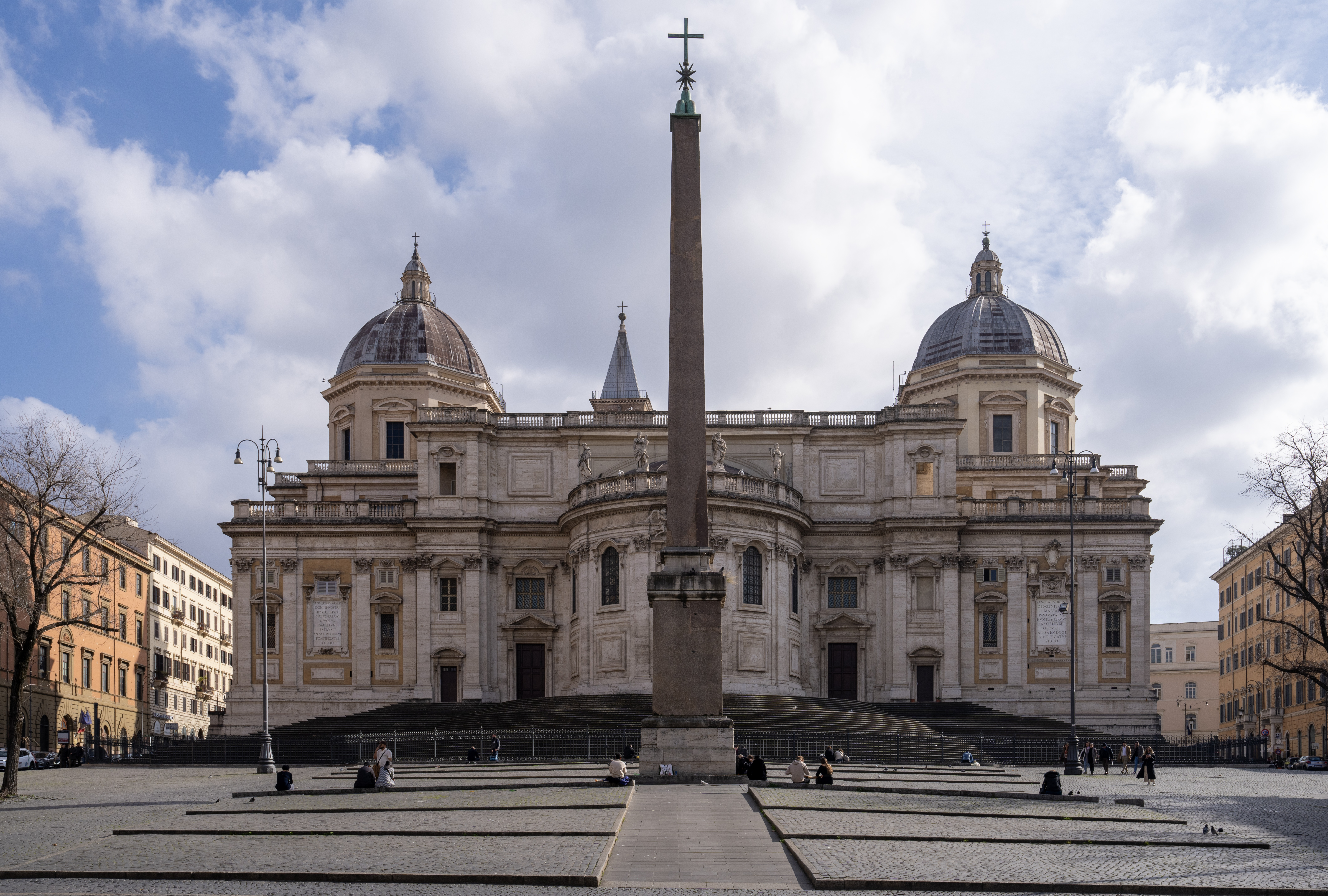
サンタ・マリア・マッジョーレ聖堂 ローマにおける最初のマリア教会 最初の建造は430年から440年の間とされる。

中世の初期、マリア崇敬は修道会において際立って見ることができ、特にベネディクト系列の会が突出していた。アヴェ・マリス・ステラやサルヴェ・レジーナなどの聖歌が登場し、修道院の単旋律聖歌の中心となった。8世紀になると、「聖母マリアの小聖務日課」などが、修道士らの時課における祈祷から発展していった。 フランク王国の王朝は、マリアの記念日を祝ったり、マリアの栄光を讃えて捧げる教会を設立してマリア崇敬を奨励した。
また、こうしたマリア崇敬は年配の女性や母親に対する崇敬となり、欧米でのレディーファーストの文化に繋がるようになる。
ロマネスク建築に見られる主なカトリック教会でマリアに奉献された教会建造物は、ドイツのシュパイアー大聖堂、ベルギーのトゥルネーの大聖堂などが挙げられる。1000年からは、さらに多くの教会が建てられるようになり、ヨーロッパでは、巨大な司教座大聖堂がマリアに奉献して建設された。ノートル・ド・パリ大聖堂、同様にパリの近郊にあるシャルトル大聖堂のようなゴシック建築の司教座聖堂は当時の建造物の傑作である。イタリアのシエナ大聖堂やルクセンブルクのノートルダム大聖堂のような建築物がカトリックのマリア系教会に増えて行った。
12世紀と13世紀には、西ヨーロッパにおいてマリア崇敬が驚くほどの成長を遂げて行った。これは一つにクレルヴォーのベルナルドゥスのような神学者の影響を受けた部分が見られる。この傾向はパリのノートルダム大聖堂やフランスの司教座聖堂やバイユー大聖堂が、マリアに奉献されて建てられたことに顕著に現れている。
このように、12世紀から13世紀に掛けてマリア崇敬は高まり、「聖母マリアへの祈り」が普及するようになった。この普及にはシトー会が関わっているといわれ、例として1202年には信徒修道士が暗記しておくべき祈りにマリアへのそれを加えたことが挙げられている。またマリアへの祈りのルミナチオも唱えられるようになる、修道院で私的に唱えられていた詩編唱に影響を与えるなどした。
ウォルシンガムの聖母の出現地やその他、マリアが出現したとされる箇所には、そこへ人々が巡礼するようになり、その数は大きく増えて行った。11世紀と12世紀には、マリアへの巡礼者の数が最高潮に達し,何百もの人々がその数をほぼ絶やさずに、マリア大聖堂から他のマリア大聖堂へと旅する状況だった。
14世紀では、マリアは憐れみ深い仲裁者、人類の保護者として大きな人気を得るようになった。ペストのような疫病が大流行している間、マリアの助けはまさに神の裁きから庇ってくれるかのように思われた。ルネサンス文化はマリア崇敬による芸術の劇的な成長を証言するものである。
16世紀に起きた宗教改革運動によって、ヨーロッパ各地でキリスト教派の対立が発生した。政治、社会的に分裂した神聖ローマ帝国では1555年アウクスブルクの宗教平和にて事態の収拾が図られるとともに、領邦教会制として各領邦はカトリックかルター派を公認宗派とした。これは領民の生活にも影響を及ぼし、領民の宗教生活の統制が強化された。プロテスタントによる宗教改革が、ヨーロッパにおけるマリア崇敬に反する勢力となる一方、同時にグアダルーペの聖母など新しいマリアの信心がラテンアメリカで始まった。ここに出現したマリアへの巡礼は現在も続いており、出現地であるテペヤクの丘に建てられたマリアへ奉献された大聖堂・グアダルーペ寺院は世界でもっとも来場者数の多いカトリック教会の大聖堂として残っている。17世紀と18世紀において聖人たちの著作は、ローマ教皇による激励文に結びつけられた。聖母への信心に関するものが増えて行き、それらの中で新しいマリアに対する教理が定義、発表された。
19世紀のフランスではマリアの出現報告が多発し、巡礼が盛んに行われたが、ローマで行われた典礼と聖体を重視する宗教運動とともに、リグオーリの神学がフランスに浸透した結果、民間でのマリア崇敬が高まっていたことが背景にある。例えば1820年以降に「ノートルダム」、「無原罪の御宿り」などマリアの名を冠する女子修道会が400以上設立されている。また、1840年から50年にかけて生まれた女の子の名前は31パーセントが「マリ」だった。
フランスでのマリア崇敬の高まりを背景として、フランスの司教たちは1840年にフランス大司教が中心となり、ローマ教皇グレゴリウス16世に「無原罪の宿り」を教皇座によって正規の信仰として定義するように要求した。「無原罪の宿り」とはマリアの母アンナが妊娠してマリアが胎児としてこの世に現れたときから、マリアが将来産むことになるイエス・キリストの功徳によってマリアが汚れのない存在になっているという主張である。その後もイエズス会を中心に要求は継続され、ピウス9世は無原罪の宿りの教理化を世界の司教座に投票で問うた。賛成546票、反対57票という大差によって「無原罪の宿り」は1854年に正式に教理化された。これに対してプロテスタントは聖書に基づかない教理であるとして反対の意を表明し、批判した。

## 救いの歴史における聖母マリアの役割について

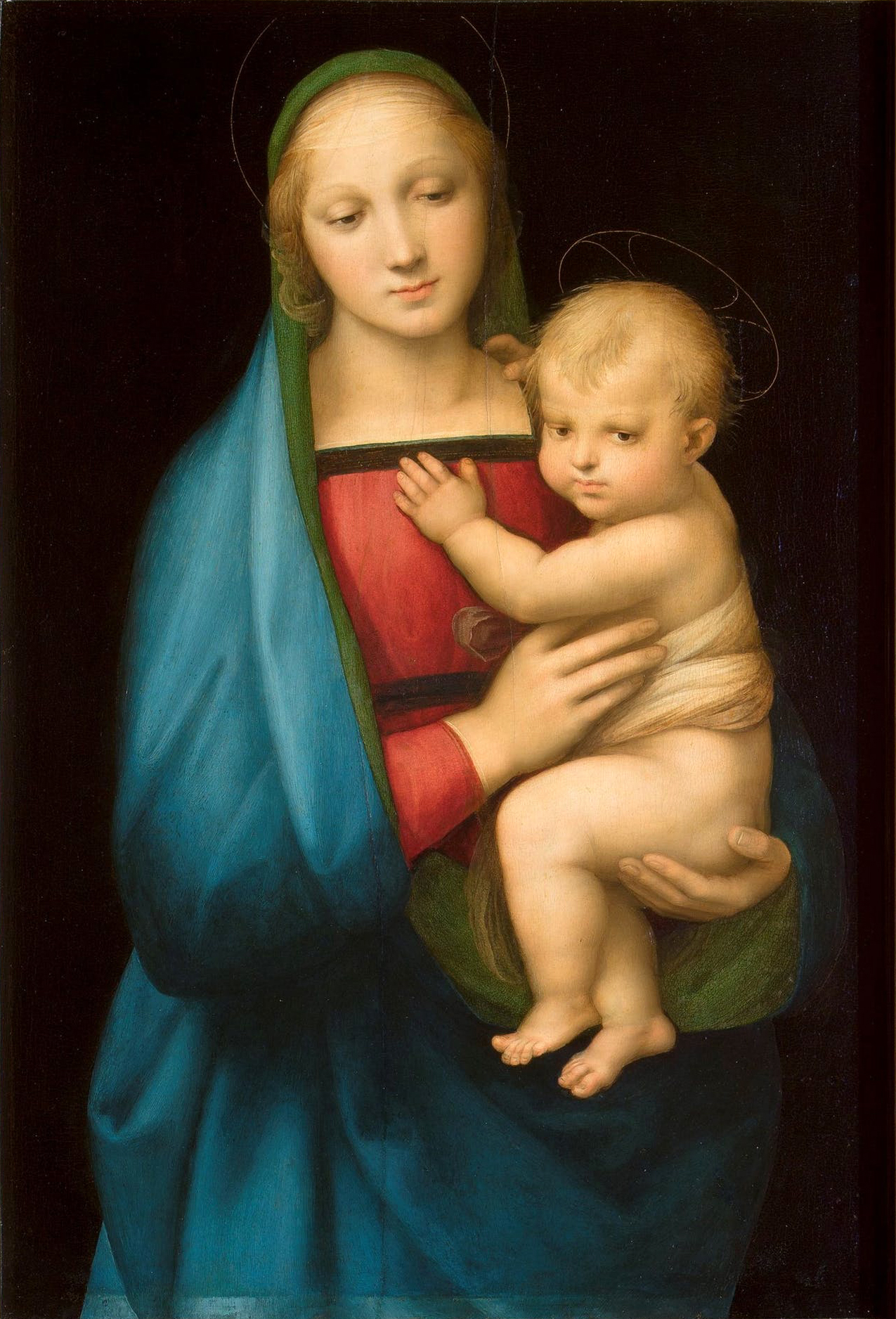
ラファエロ・サンティ画『大公の聖母』。フィレンツェ、パラティーナ美術館所蔵

### あがないの協力者であるマリア
カトリック教会における旧約聖書及び新約聖書の解釈と聖伝は、救いの計画における救い主の母である女性の姿について記載しているとカトリック教会は主張している。例として旧約聖書では、キリストの到来が穏やかに準備されてゆく救いの歴史を挙げている。
この記載では罪に陥った人祖に与えられた約束、蛇に対する勝利の約束の中で、あがない主の母である女性の姿が予言的に示されているとしている。新しいアダムであるキリストの傍らで従順であるマリアは、新しいエバであり、その霊的な母性はキリストにおいてすべての人に広がるとされる。聖イレネオや古代の教父の中には、マリアをエバとを対比し、マリアは新しいエバ、「生きる人々の母(すべていのちあるものの母)」と呼び、「エバによって死が、マリアによって命が」もたらされたと述べている者もいる。時が満ち、シオンの娘であるマリアの協力で、新しい救いの計画があらためて開始された。
この記載の中では、聖母マリアのキリストのあがないの業への協力は、懐胎の時から既に始まっているとされている。新約聖書では、聖母マリアを予言的に表現した幻(ヨハネの黙示録 12章 1-9節)についても記載されている。
マリアはイエスの宣教活動の間、イエスの言葉を受け入れ、信仰の旅路を進み、子との一致を十字架に至るまで忠実に保った。神の配慮によって十字架のもとに立たずみ、マリアは子とともに深く悲しみ、母の心をもってキリストのいけにえの奉献に自分を一致させたとされている。神は、この一致をマリアに求めたと主張されている。聖母マリアは、キリストのあがないの偉業に関わったとされている。

### 仲介者であるマリア
教父時代の終わり頃から聖母マリアを仲介者と呼ぶようになった。この「仲介者」という敬称には、弁護者、扶助者、援助者の3つの意味がある。
聖母マリアの「仲介者」という役割は、
という教えを傷つけるものではないとカトリック教会は解釈している。人間が恵みを受けるのは、直接キリストからであるとされている。聖母マリアは、「教会の母」であり、恵みの世界で人類の母であると考えられている。そのうえで聖母マリアの役割は、キリストのもとにあってこそ果たすことができるとされる。マリアの仲介は、キリストの仲介の力を弱めるものではなく、かえって強めるものであるとされる。キリストの唯一の仲介に参与し、従属するものであると扱われている。マリアを通じてキリストへ、三位一体の神へと昇るものであると考えられている。
ガリラヤのカナの婚宴の席で、キリストの最初の奇跡が行われたのは、あわれみの気持ちに動かされた聖母マリアの執り成しによるものであった(ヨハネによる福音書 2章1-11節)。

### 教会の母であるマリア
聖母マリアに保護を願う祈りの歴史は古く、最古とされるものは、エジプトのパピルスの断片に書かれた祈りで、西暦200年代中期頃のものとされる。『教会憲章』に述べられているように、マリアに執り成しを願うことは、神がマリアを特別に選んだという考えに基づいている。教会の頭であるキリストを生んだマリアは、恵みの領域において教会の母である。マリアは天に上げられた後も、限りないキリストの功徳をもって、危険や困難に取り巻かれている人々が、無事に天国にたどりつけるように守り助ける役割を果たし続けているとされる。
16世紀の宗教改革以来、カトリック教会が持ち続けた聖母マリアに対する崇敬は、独自のものであり、神に捧げられる礼拝とは本質的に異なったものとして扱われている。『教会憲章』では、教会が認可する神の母に対する信心は、母マリアが讃えられる時、神である御子イエス・キリストが正しく知られ、愛され、讃えられ、その言葉が守られるためとされている。
聖母マリアは、自分の受胎の最初の瞬間から、「あらゆる原罪の汚れから免れた者」であり(無原罪の聖マリア)、
神の救いのみ心を受託し、自由な信仰と神への従順をもって人類の救いに協力したとされる。
そして、十字架上で死に向かうキリストの言葉によって、マリアは母として弟子に示された。
神の恵みによってキリストの諸神秘に関わり、地上での生活を終えてのち、マリアは肉体、霊魂ともに天の栄光に引き上げられた(聖母の被昇天)。そして、子に次いですべての天使と人間の上に高められた(天の元后聖マリア)。
カトリック教会におけるマリア論の教義は、聖書と聖伝との必要な相互補足、正しい関係を前提としている。マリア論は教父や神学者の著作や教会の公文書が根拠となっているが、その不可欠な土台は聖書にある。聖書と聖伝は、同じ神的起源に由来するものであり、どちらもキリストの神秘を教会の中に現存させ、豊かにするものである。互いに密接に通じ合い、結ばれている。